# Домпьер-сюр-Мер
Домпье́р-сюр-Ме́р (фр. Dompierre-sur-Mer) — коммуна во Франции, находится в регионе Пуату — Шаранта. Департамент коммуны — Шаранта Приморская. Входит в состав кантона Ла-Рошель 8-й кантон. Округ коммуны — Ла-Рошель.
Код INSEE коммуны — 17142.

## Население
Население коммуны на 2010 год составляло 5329 человек.
| 1962 | 1968 | 1975 | 1982 | 1990 | 1999 | 2010 |
| ---- | ---- | ---- | ---- | ---- | ---- | ---- |
| 1789 | 1947 | 2928 | 3472 | 3627 | 4306 | 5329 |